# Polygonia gracilis
Polygonia gracilis is een vlinder uit de familie Nymphalidae, de vossen, parelmoervlinders en weerschijnvlinders. De vlinder heeft een spanwijdte tussen de 39 en 57 millimeter.
De vlinder komt voor in het noordelijk en westelijk deel van Noord-Amerika. Waardplanten van de rups zijn planten uit de geslachten Ribes en Rododendron. De soort overwintert als vlinder om in de lente eitjes te leggen. De nieuwe generatie komt begin juli tevoorschijn en vliegt tot september.